# Newsweek Champions Cup and the Evert Cup 1994
Newsweek Champions Cup 1994 and the Evert Cup - тенісні турніри, що проходив на відкритих кортах з твердим покриттям. Це був 21-й турнір Мастерс Індіан-Веллс. Належав до серії Super 9 в рамках Туру ATP 1994, а також до серії Tier II в рамках Туру WTA 1994. Відбувся в Grand Champions Resort в Індіан-Веллс (США). Жіночий турнір тривав з 21 до 27 лютого, чоловічий - з 28 лютого до 7 березня 1994 року.
Змагання в одиночному розряді серед чоловіків очолювали тенісисти, що були 1-ю ракеткою світу: Піт Сампрас, Джим Кур'є і Стефан Едберг. Серед інших сіяних були: Серхі Бругера, Горан Іванишевич, Майкл Чанг, Тодд Мартін і Томас Мустер.
У жіночому розряді участь взяли перші ракетки світу: 1-ша ракетка світу Штеффі Граф, Мері Джо Фернандес і Ліндсі Девенпорт. Серед інших сіяних: Наташа Звєрєва, Гелена Сукова і Аманда Кетцер.

## Переможці та фіналісти

### Одиночний розряд, чоловіки
Піт Сампрас —  Петр Корда 4–6, 6–3, 3–6, 6–3, 6–2
- Для Сампраса це був 3-й титул за сезон і 25-й - за кар'єру.

### Одиночний розряд, жінки
Штеффі Граф —  Аманда Кетцер 6–0, 6–4
- Для Граф це був 3-й титул за сезон і 93-й — за кар'єру.

### Парний розряд, чоловіки
Грант Коннелл /  Патрік Гелбрайт —  Байрон Блек /  Джонатан Старк 7–5, 6–3
- Для Коннелла це був 1-й титул за рік і 8-й - за кар'єру. Для Гелбрайта це був 1-й титул за рік і 16-й - за кар'єру.

### Парний розряд, жінки
Ліндсі Девенпорт /  Ліза Реймонд —  Манон Боллеграф /  Гелена Сукова 6–2, 6–4
- Для Девенпорт це був 2-й титул за сезон і 3-й — за кар'єру. Для Реймонд це був єдиний титул за сезон і 2-й - за кар'єру.